# Ikuo Takahara
Ikuo Takahara (jap. 高原 郁夫, Takahara Ikuo; * 14. Oktober 1957) ist ein ehemaliger japanischer Fußballspieler.

## Nationalmannschaft
1980 debütierte Takahara für die japanische Fußballnationalmannschaft. Takahara bestritt vier Länderspiele und erzielte dabei zwei Tore.

## Errungene Titel
- Japan Soccer League: 1978
- Kaiserpokal: 1978, 1980